# Bernardo do Mearim
Bernardo do Mearim è un comune del Brasile nello Stato del Maranhão, parte della mesoregione del Centro Maranhense e della microregione del Médio Mearim.